# Verenigde polders Schieveen, Berg en Broek en De Honderdtien Morgen
Verenigde polders Schiebroek, Berg en Broek en De Honderdtien Morgen was een waterschap ten noorden van Rotterdam.
Het waterschap ontstond uit de polders:
- Polders Berg en Broek (Bergse Plassen)
- Polder De Honderdtien Morgen (nu de wijk 110-Morgen)
- polder Schiebroek